# Ор-Бей
Ор-Бе́й — четверта за значенням посадова особа в Кримському ханаті, представник роду Гіреїв, намісник Перекопської брами.
Здійснював охорону порубіжжя і наглядав за ногайськими ордами поза Кримом. Мешкав у Перекопі (Орі), доходами від якого утримувався.